# Área de conservación regional Bosques Tropicales Estacionalmente Secos del Marañón
El Área de conservación regional Bosques Tropicales Estacionalmente Secos del Marañón es un área protegida en el Perú que se encuentra en la región Amazonas. El área se encuentra en el distrito de Balsas de la provincia Chachapoyas y en los distritos de Cocabamba, Ocumal, Pisuquia y Providencia de la provincia de Luya.
Fue creado el 15 de junio de 2018, mediante Decreto Supremo N.º 006-2018-MINAM. Tiene una extensión de 13 929.12 hectáreas. Alberga a 143 especies de plantas, 22 de aves y 14 de reptiles endémicos. El área se encuentra entre los 600 y 1200 metros con montañas rocosas de Cordillera Oriental y en medio del río Marañón con sus 17 subcuencas.